# Idaea oberthuriata
Idaea oberthuriata är en fjärilsart som beskrevs av Balestre 1907. Idaea oberthuriata ingår i släktet Idaea och familjen mätare. Inga underarter finns listade i Catalogue of Life.